# Lac Waconda
Le lac Waconda (Waconda Lake), également connu sous le nom de réservoir Glen Elder (Glen Elder Reservoir) est un lac de barrage des comtés de Mitchell et d'Osborne, au Kansas (États-Unis),. Il a été construit et est géré par le Bureau of Reclamation afin de régulariser le niveau d'eau et l'irrigation de la région. Sur sa rive nord, on retrouve le Glen Elder State Park (en).

## Histoire
Avant la construction du barrage Glen Elder, le site de l'actuel lac était le lieu de la source Waconda (en), un puits artésien naturel.